# Coperture a tetto dell'antichità

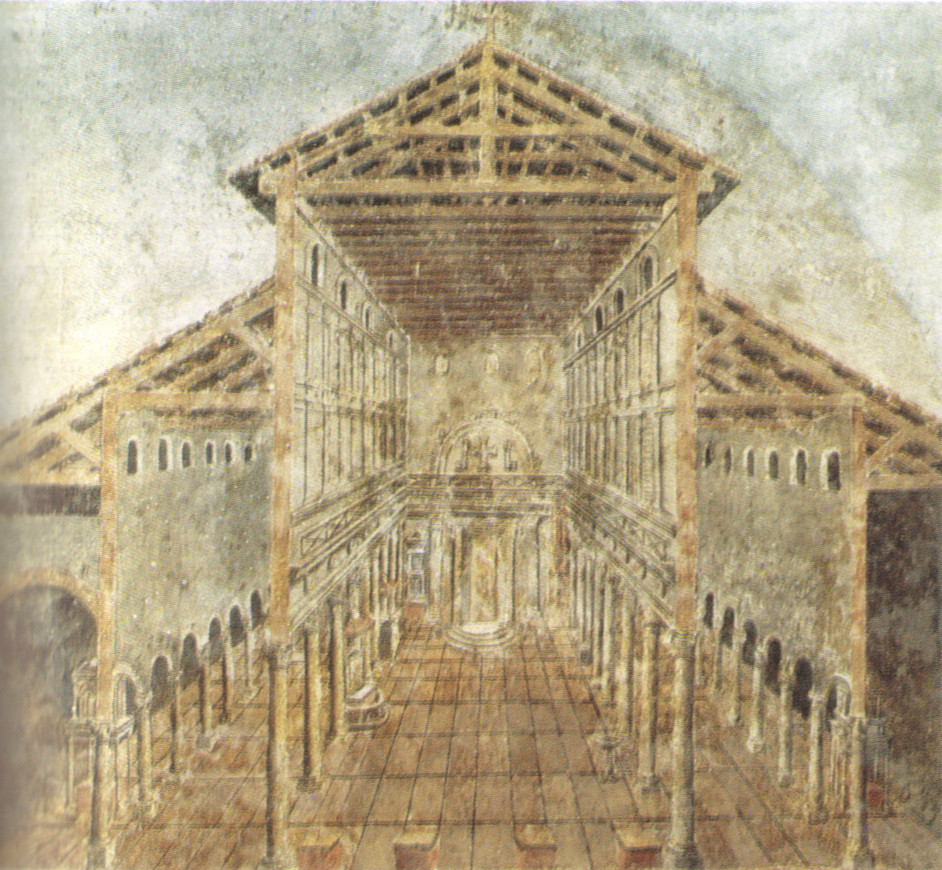
Il tetto a capriate dell'antica basilica di San Pietro in Vaticano a Roma.

La lista delle coperture a tetto dell'antichità comprende le coperture a tetto realizzate in epoca Greca e Romana ordinate per luce libera.
Molti edifici della Grecia Classica presentavano una copertura di tipo trilitico basata su architravi e falsi puntoni che spesso aveva bisogno di colonnate interne. I tetti a capriata comparvero intorno al 550 a.C. in Magna Grecia. Raggiunsero l'auge con l'impero romano durante il quale furono realizzati tetti a capriata capaci di coprire spazi a base rettangolare di larghezza superiore a 30 metri in edifici pubblici monumentali quali templi, basiliche e infine chiese. Le luci di queste coperture erano tre volte più grandi delle maggiori coperture basate su architravi ed erano solamente superate dalle più grandi coperture a cupola.

## Tetti della Grecia classica
La lista è ordinata secondo la larghezza della luce libera (in metri)
| Immagine | Monumento                          | Luogo            | Regione      | Data           | Tipo       | Dist tra muri della cella | Luce libera tra le colonnate | Max luce libera |  |
| -------- | ---------------------------------- | ---------------- | ------------ | -------------- | ---------- | ------------------------- | ---------------------------- | --------------- |  |
|          | Tempio di Zeus                     | Agrigento        | Sicilia      |                | Capriata   | 12.85                     | –                            | 12.85           |  |
|          | Tempio di Eracle                   | Agrigento        | Sicilia      | V secolo. a.C. | Capriata   | 11.84                     | –                            | 11.84           |  |
|          | Tempio E                           | Selinunte        | Sicilia      | 480/70 a.C.    | Capriata   | 11.70                     | –                            | 11.70           |  |
|          | Partenone                          | Atene            | Grecia       |                | Architrave | 19.20                     | 11.05                        | 11.05           |  |
|          | S. Biagio                          | Agrigento        | Sicilia      |                | Capriata   | 10.35                     | –                            | 10.35           |  |
|          | Tempio di Atena                    | Siracusa         | Sicilia      |                | Capriata   | 9.82                      | –                            | 9.82            |  |
|          | Eretteo                            | Atene            | Grecia       |                | Architrave | 9.80                      | –                            | 9.80            |  |
|          | Gela                               | Olimpia          | Grecia       |                | Capriata   | 9.68                      | –                            | 9.68            |  |
|          | Tempio di Atena Alea               | Tegea            | Grecia       |                | Architrave | 8.94                      | –                            | 8.94            |  |
|          | Tempio di Zeus                     | Olimpia          | Grecia       |                | Architrave | 13.26                     | 8.52                         | 8.52            |  |
|          | Tempio C (Selinunte)               | Selinunte        | Magna Grecia | 550 a.C.       | Capriata   | 8.50                      | –                            | 8.50            |  |
|          | Mégaron                            | Gaggera          | Sicilia      |                | Capriata   | 8.47                      | –                            | 8.47            |  |
|          | Tempio degli Ateniesi              | Delo             | Grecia       |                | Architrave | 8.34                      | –                            | 8.34            |  |
|          | Tempio D                           | Selinunte        | Sicilia      | 540 a.C.       | Capriata   | 8.20                      | –                            | 8.20            |  |
|          | Tempio di Giunone (Agrigento)      | Agrigento        | Sicilia      |                | Capriata   | 7.68                      | –                            | 7.68            |  |
|          | Tempio della Concordia (Agrigento) | Agrigento        | Sicilia      |                | Architrave | 7.55                      | –                            | 7.55            |  |
|          | Tempio A                           | Selinunte        | Sicilia      |                | Capriata   | 7.50                      | –                            | 7.50            |  |
|          | Tempio di Apollo                   | Delfi            | Grecia       |                | Architrave | 10.72                     | 7.32                         | 7.32            |  |
|          | Tempio G                           | Selinunte        | Sicilia      |                | Capriata   | 17.93                     | 7.15                         | 7.15            |  |
|          | Tempio F                           | Selinunte        | Sicilia      | 530 a.C.       | Capriata   | 7.12                      | –                            | 7.12            |  |
|          | Tempio di Poseidone                | Istmo di Corinto | Grecia       |                | Architrave | 11.7                      | ~7.0                         | ~7.0            |  |
|          | Tempio di Poseidone                | Attica           | Grecia       |                | Architrave | 6.53                      | –                            | 6.53            |  |
|          | Heraion alla foce del Sele         | Paestum          | Campania     |                | Architrave | 6.14                      | –                            | 6.14            |  |
|          | Tempio di Artemide                 | Calidone         | Grecia       |                | Architrave | 6.14                      | -                            | 6.14            |  |
|          | Tempio di Kardaki                  | Corfù            | Grecia       |                | Architrave | ~6.0                      | –                            | ~6.0            |  |
|          | Tempio di Nettuno (Paestum)        | Paestum          | Campania     | 480/70 a.C.    | Architrave | 10.85                     | 5.9                          | 5.9             |  |
|          | Tempio di Atena                    | Paestum          | Campania     |                | Architrave | 5.70                      | –                            | 5.70            |  |
|          | Tempio di Apollo                   | Delo             | Grecia       |                | Architrave | 5.70                      | –                            | 5.70            |  |
|          | Basilica di Paestum                | Paestum          | Campania     | 550–10 a.C.    | Architrave | 11.44                     | 5.6                          | 5.6             |  |
|          | Tavole Palatine                    | Metaponto        | Basilicata   |                |            | 5.60                      | –                            | 5.60            |  |
|          | Bouleuterion S                     | Olimpia          | Grecia       |                | Architrave | 11.07                     | 5.53                         | 5.53            |  |
|          | Bouleuterion N                     | Olimpia          | Grecia       |                | Architrave | 10.80                     | 5.40                         | 5.40            |  |
|          | Tempio di Apollo Epicurio          | Bassae           | Grecia       |                | Architrave | 6.81                      | 5.23                         | 5.23            |  |
|          | Ramnunte                           | Attica           | Grecia       |                | Architrave | 5.17                      | –                            | 5.17            |  |
|          | Metroon                            | Olimpia          | Grecia       |                | Architrave | 5.08                      | –                            | 5.08            |  |
|          | Heraion                            | Olimpia          | Grecia       |                | Architrave | 8.37                      | 4.84                         | 4.84            |  |
|          | Tempio di Efesto                   | Atene            | Grecia       |                | Architrave | 6.24                      | 4.74                         | 4.74            |  |
|          | Tempio di Artemide                 | Corcira          | Grecia       |                | Architrave | 7.37                      | 4.1                          | 4.1             |  |
|          | Tempio di Asclepio                 | Epidauro         | Grecia       |                | Architrave | 3.95                      | –                            | 3.95            |  |
|          | Tempio di Afaia                    | Egina            | Grecia       |                | Architrave | 6.28                      | 3.85                         | 3.85            |  |
|          | Tempio di Apollo                   | Siracusa         | Sicilia      |                | Capriata   | 9.70                      | {3.6                         | 3.6             |  |
|          | Tempio di Apollo                   | Corinto          | Grecia       |                | Architrave | 8.47                      | 3.45                         | 3.45            |  |

## Tetti della Roma Classica
L'elenco è ordinato per luce libera in metri
| Immagine | Monumento                                 | Luogo              | Regione       | Data     | Tipo     | Luce libera |
| -------- | ----------------------------------------- | ------------------ | ------------- | -------- | -------- | ----------- |
|          | Aula Regia della Domus Flavia             | Roma               | Lazio         | 92 d.C.  | Capriata | 31.67       |
|          | Teatro                                    | Aosta              | Valle d'Aosta |          | Capriata | 30.49       |
|          | Diribitorium                              | Roma               | Lazio         | 7 a.C.   | Capriata | 29.60?      |
|          | Cenatio Iovis della Domus Flavia          | Roma               | Lazio         | 92 d.C.  | Capriata | 29.30       |
|          | Aula Palatina                             | Augusta Treverorum | Germania      | 300 d.C. | Capriata | 26.05       |
|          | Teatro Piccolo                            | Pompeii            | Campania      | 80 a.C.  | Capriata | 25.75       |
|          | Odeon di Agrippa                          | Atene              | Grecia        | 15 a.C.  | Capriata | 25.75       |
|          | Tempio di Venere e Roma                   | Roma               | Lazio         | 135 d.C. | Capriata | 25.75       |
|          | Basilica Ulpia                            | Roma               | Lazio         | 113 d.C. | Capriata | 25.16       |
|          | Basilica di San Paolo fuori le mura       | Roma               | Lazio         | 385 d.C. | Capriata | 24.27       |
|          | Antica basilica di San Pietro in Vaticano | Roma               | Lazio         | 330 d.C. | Capriata | 23.68       |